# Le Messie (film)
Pour les articles homonymes, voir Messie (homonymie).
Pour plus de détails, voir Fiche technique et Distribution.
Le Messie est une coproduction franco-italienne réalisée par Roberto Rossellini et sortie en 1976.

## Synopsis
Les grandes étapes de la vie de Jésus-Christ dans une perspective didactique.

## Fiche technique
- Titre du film : Le Messie (Il Messia)
- Réalisation : Roberto Rossellini
- Scénario : R. Rossellini, Silvia D'Amico Bendicò
- Assistants de réalisation : Beppe Cino, Carlos de Carvalho, Abdellatif Ben Ammar
- Décors : Giorgio Bertolini
- Photographie : Mario Montuori - Eastmancolor
- Chorégraphie : Giancarlo Vantaggio
- Son : Alain Contrault, Tommaso Quattrini
- Montage : Jolanda Benvenuti, Laurent Quaglio
- Musique : Mario Nascimbene. Flûte : Severino Gazzelloni
- Production : Orizzonte 2000 (Rome), Procinex (Paris), FR3 Tele-film Production
- Tournage : Tunisie, Monte Cassino, environs de Sienne, du 2 au 25 juillet 1975.
- Pays d'origine :  Italie /  France
- Durée : 145 minutes
- Sortie : 18 février 1976 à Paris

## Distribution
- Pier Maria Rossi (doublé en version italienne par Enrico Maria Salerno) (V. F. : Jacques Frantz[1]) : Jésus de Nazareth
- Mita Ungaro : Marie
- Carlos de Carvalho : Jean-Baptiste
- Fausto Di Bella : Saül
- Vernon Dobtcheff : Samuel
- Antonella Fasano : Marie de Magdala
- Jean Martin : Ponce Pilate
- Vittorio Caprioli : Hérode Ier le Grand
- Abdelmajid Lakhal

## Autour du film
- Dans Un esprit libre ne doit rien apprendre en esclave, publié peu avant son décès, Roberto Rossellini affirme : « J'ai choisi de représenter des périodes historiques et des personnages non parce qu'ils m'ont séduit ou passionné, mais parce que, selon mon opinion, ils représentent des articulations fondamentales dans la manière qu'a l'homme de penser, dans sa façon de prendre conscience ou, au contraire, de fuir toute prise de conscience. »[2] À partir de L'Âge de fer (1965), en passant par La Prise de pouvoir par Louis XIV (1966), Les Actes des Apôtres (1968), Blaise Pascal (1971), Saint-Augustin (1972), Descartes (1974) et Anno uno (1974) entre autres, cette « nouvelle pédagogie à travers les images » aboutira symboliquement au Messie (1975) relatant, par le biais des Évangiles, la vie de Jésus de Nazareth. Sans que, toutefois, cet ultime opus ne soit son dernier projet : Rossellini caressait encore l'espoir d'un film consacré à Karl Marx, qui aurait pu s'intituler Travailler pour l'humanité[3].
- Mais, ce souci de syncrétisme et d'éducation intégrale ne sera pas toujours forcément admis. Comme, par ailleurs, l'effort pour concilier les thèses de la philosophie matérialiste avec la mystique chrétienne. Rossellini s'explique et se défend : « Il est clair qu'aujourd'hui la tendance est à accoler l'étiquette de réactionnaire à ceux qui essaient d'encourager la diffusion de la connaissance et n'utilisent pas d'arguments propagandistes... La vérité est qu'il n'y a pas de force plus grande et plus violente que la connaissance authentique. »[4] En conséquence de quoi, pour Rossellini, le cinéaste porteur d'un vrai projet pédagogique doit éviter de mettre en scène ce qu'il pense et plutôt s'atteler à éveiller la compréhension du spectateur.
- S'agissant du Messie, Rossellini déclare ceci : « Les plus hautes autorités de l'État [après avoir vu ce film] ne m'ont pas caché leur déception. "Voyons, monsieur Rossellini, que pensez-vous du Christ ? Voilà ce que l'on aurait souhaité savoir", m'ont-elles dit. Or, je n'en pense rien. Je me contente de restituer ce que le Christ a pensé. [...] Bref, je ne démontre pas, je montre. »[5]
- Le réalisateur dévoile, par ailleurs, sa méthode : « Lorsque je tourne Le Messie, la façon dont les apôtres-pêcheurs vont à la pêche est aussi importante pour comprendre la pensée de Jésus que la parole de celui-ci. Inversement, pour que cette parole prenne sa signification totale, il faut que l'homme qui s'exprime soit mis dans son contexte historique précis. Voilà pourquoi, dans mes films, j'attache beaucoup d'importance aux détails et pourquoi j'utilise des plans-séquences dans lesquels je peux insérer une assez grande quantité de messages pour permettre à chacun de s'approcher des choses selon sa propre nature. »[6]
- Le mythe du Messie chez Rossellini est celui d'un Christ qui « rejette, corrige et affirme la tradition dans une conception nouvelle de l'univers. »[7] À cette fin, le cinéaste italien refusa de solliciter miracles et Passion comme la coutume l'eût exigé. Le film mit avant tout « l'accent sur les paraboles et le caractère didactique du Christ. »[8]
- « Il y a toujours un diaphragme entre la connaissance et nous. Pensez-que pour croire que Jésus est un grand homme - ou un grand Dieu si vous préférez - on a dû lui ajouter des miracles ! Alors que le type qui a dit : "Le sabbat est fait pour l'homme et non l'homme pour le sabbat" a fait là un dicours d'une importance politique fondamentale », s'exclame Rossellini[9].
- Un Christ parmi les hommes, proche de leurs tâches et de la terre qui les nourrit, c'est aussi ce Christ-là qui intéresse Rossellini. « [Le Christ] lors du baptême est tout petit, tout frêle. Il prend force, s'affirme peu à peu... Il a une vision aiguë, transcendante, de ce qui l'entoure. C'est pourquoi son cheminement est si profond, sa trajectoire est si magnifique. Et pourquoi il est si mal compris » estime Rossellini qui ajoute : « Toutes les paraboles de Jésus sont des discours visuels, ils se réfèrent à des faits concrets, enracinés dans la vie quotidienne. [...] Le discours du Christ s'adresse à des gens simples »[10] et, pourtant, « il y a dans les Évangiles tout ce que nous autres hommes d'aujourd'hui cherchons par une autre route. »[11]
- Le Messie ne fut jamais achevé. Sorti à Paris en février 1976, le film ennuya le public et les critiques furent seulement respectueuses. Rossellini justifia cette situation par son refus de divertir. « Si je recherchais le succès, je ne ferais pas de tels films », dit-il[8].